# Route nationale 8b (Madagascar)
Pour les articles homonymes, voir Route nationale 8.
La route nationale 8b (N 8b) est une route nationale s'étendant de Marosakoa jusqu'à Ankazomborona à Madagascar,.

## Description
La route nationale 8b parcourt 26 kilomètres dans la région de Boeny au nord de Madagascar.
La N 8b part de la N 4 à Marosakoa, continue en direction nord-ouest jusqu'à Marovoay au bord de la rivière Betsiboka.
Puis elle continue en direction nord-est jusqu'a la RN 4 près d'Ankazomborona.

## Parcours
- Marosakoa, croisement de la N 4
- Marovoay
- Ankazomborona, croisement de la N 4